# Liste der Baudenkmäler im Wuppertaler Wohnquartier Ostersbaum (G–Z)
Die Liste der Baudenkmäler im Wuppertaler Wohnquartier Ostersbaum (G–Z) enthält die denkmalgeschützten Bauwerke auf dem Gebiet von Wuppertal-Ostersbaum in Nordrhein-Westfalen (Stand: November 2017). Diese Baudenkmäler sind in der Denkmalliste der Stadt Wuppertal eingetragen; Grundlage für die Aufnahme ist das Denkmalschutzgesetz Nordrhein-Westfalen (DSchG NRW).

## Auszug aus der Denkmalliste

### Eingetragene Baudenkmäler
| Bild                               | Bezeichnung                                                  | Lage                                 | Beschreibung | Bauzeit        | Eingetragen seit   | Denkmal- nummer |
| ---------------------------------- | ------------------------------------------------------------ | ------------------------------------ | --- | -------------- | ------------------ | --------------- |
| weitere Bilder                     | Wohn- und Geschäftshaus                                      | Ostersbaum Gathe 1 Karte             | |                | 15. Januar 1991    | 1853            |
| weitere Bilder                     | Wohn- und Geschäftshaus                                      | Ostersbaum Gathe 1 a Karte           | |                | 19. Februar 1988   | 1299            |
| weitere Bilder                     | Wohn- und Geschäftshaus                                      | Ostersbaum Gathe 1 b Karte           | |                | 11. März 1987      | 997             |
| weitere Bilder                     | Wohnhaus                                                     | Ostersbaum Gathe 3 Karte             | | 1890           | 9. Juli 1987       | 1090            |
| weitere Bilder                     | Wohnhaus                                                     | Ostersbaum Gathe 3 a Karte           | |                | 25. Oktober 1985   | 627             |
| weitere Bilder                     | Wohn- und Geschäftshaus                                      | Ostersbaum Gathe 3 b Karte           | |                | 19. September 1986 | 875             |
| weitere Bilder                     | Wohn- und Geschäftshaus                                      | Ostersbaum Gathe 5 Karte             | | 1850/70        | 29. Oktober 1992   | 2524            |
| weitere Bilder                     | Wohn- und Geschäftshaus                                      | Ostersbaum Gathe 7 Karte             | | 1912           | 16. Juni 1993      | 2986            |
| weitere Bilder                     | Wohn- und Geschäftshaus                                      | Ostersbaum Gathe 9 Karte             | |                | 8. November 1990   | 1836            |
| weitere Bilder                     | Wohn- und Geschäftshaus                                      | Ostersbaum Gathe 11 Karte            | |                | 7. Juni 1988       | 1377            |
| weitere Bilder                     | Wohn- und Geschäftshaus                                      | Ostersbaum Gathe 23 Karte            | | 1903           | 7. Juni 1993       | 2976            |
| weitere Bilder                     | Wohn- und Geschäftshaus                                      | Ostersbaum Gathe 25 Karte            | | 1902           | 7. Juni 1993       | 2977            |
| Wohn- und Geschäftshaus            | Wohn- und Geschäftshaus                                      | Ostersbaum Gathe 53 Karte            | |                | 7. Juni 1993       | 2978            |
| Wohn- und Geschäftshaus            | Wohn- und Geschäftshaus                                      | Ostersbaum Gathe 59 Karte            | | 1901           | 13. Mai 1993       | 2937            |
| Wohn- und Geschäftshaus            | Wohn- und Geschäftshaus                                      | Ostersbaum Gathe 63 Karte            | | 1900–1908      | 26. November 1991  | 1936            |
| weitere Bilder                     | Wohn- und Geschäftshaus                                      | Ostersbaum Gathe 81 Karte            | |                | 10. Juli 1984      | 48              |
| Wohn- und Geschäftshaus            | Wohn- und Geschäftshaus                                      | Ostersbaum Gathe 83 Karte            | | 1890–1900      | 7. Mai 1992        | 2207            |
| Straßenzug (Siedlung Frankenplatz) | Straßenzug (Siedlung Frankenplatz)                           | Ostersbaum                           | Bestandteil der Siedlung Frankenplatz |                | 20. Januar 1993    | 1787            |
| Wohnhaus (Siedlung Frankenplatz)   | Wohnhaus (Siedlung Frankenplatz)                             | Ostersbaum Gotenstraße 3 Karte       | Bestandteil der Siedlung Frankenplatz | 1920           | 20. Januar 1993    | 2690            |
| Wohnhaus (Siedlung Frankenplatz)   | Wohnhaus (Siedlung Frankenplatz)                             | Ostersbaum Gotenstraße 6 Karte       | Bestandteil der Siedlung Frankenplatz | 1922           | 20. Januar 1993    | 2689            |
| Wohnhaus (Siedlung Frankenplatz)   | Wohnhaus (Siedlung Frankenplatz)                             | Ostersbaum Gotenstraße 8 Karte       | Bestandteil der Siedlung Frankenplatz | 1922           | 20. Januar 1993    | 2688            |
| Wohnhaus (Siedlung Frankenplatz)   | Wohnhaus (Siedlung Frankenplatz)                             | Ostersbaum Gotenstraße 9 Karte       | Bestandteil der Siedlung Frankenplatz | 1914           | 1. Dezember 1992   | 2579            |
| Wohnhaus (Siedlung Frankenplatz)   | Wohnhaus (Siedlung Frankenplatz)                             | Ostersbaum Gotenstraße 10 Karte      | Bestandteil der Siedlung Frankenplatz | 1913           | 1. Dezember 1992   | 2566            |
| Wohnhaus (Siedlung Frankenplatz)   | Wohnhaus (Siedlung Frankenplatz)                             | Ostersbaum Gotenstraße 11 Karte      | Bestandteil der Siedlung Frankenplatz | 1914           | 1. Dezember 1992   | 2567            |
| Wohnhaus                           | Wohnhaus                                                     | Ostersbaum Hagenauer Straße 4 Karte  | | 1902           | 1. September 1995  | 3730            |
| Wohn- und Geschäftshaus            | Wohn- und Geschäftshaus                                      | Ostersbaum Hagenauer Straße 10 Karte | | 1890–1895      | 1. September 1995  | 3737            |
| Wohn- und Geschäftshaus            | Wohn- und Geschäftshaus                                      | Ostersbaum Hagenauer Straße 14 Karte | wird heute ausschließlich für Wohnzwecke genutzt | 1895–1900      | 1. September 1995  | 3738            |
| weitere Bilder                     | Fabrikgebäude                                                | Ostersbaum Hagenauer Straße 30 Karte | Fabrikgebäude der ehem. Gummiband und Schnürriemenfabrik Arthur Huppertsberg GmbH                                                                                                 | 1900           | 30. Dezember 1994  | 3637            |
| Treppe                             | Treppe                                                       | Ostersbaum Hardtweg                  | in Bearbeitung, Denkmaleigenschaft festgestellt am 26. Juni 1996. |                |                    | 0               |
| weitere Bilder                     | Wohn- und Geschäftshaus (Wunderbau)                          | Ostersbaum Hofkamp 169 Karte         | eine bauliche Einheit mit Hofkamp 171 | 1754           | 25. November 1987  | 1201            |
| weitere Bilder                     | Wohn- und Geschäftshaus (Wunderbau)                          | Ostersbaum Hofkamp 171 Karte         | eine bauliche Einheit mit Hofkamp 169 | 1754           | 25. November 1987  | 1201            |
| weitere Bilder                     | Wohn- und Geschäftshaus                                      | Ostersbaum Hofkamp 185 Karte         | | 1900           | 8. September 1992  | 2416            |
| weitere Bilder                     | Wohn- und Geschäftshaus                                      | Ostersbaum Hofkamp 187 Karte         | |                | 31. Januar 2005    | 4219            |
| weitere Bilder                     | Wohnhaus                                                     | Ostersbaum Hofkamp 195 Karte         | eine bauliche Einheit mit Hofkamp 197 | 1900           | 8. Februar 1988    | 1209            |
| Wohnhaus                           | Wohnhaus                                                     | Ostersbaum Hofkamp 197 Karte         | eine bauliche Einheit mit Hofkamp 195 | 1900           | 8. Februar 1988    | 1209            |
| weitere Bilder                     | Wohnhaus                                                     | Ostersbaum Holsteiner Straße 3       | | 1903           | 5. August 1993     | 3050            |
| weitere Bilder                     | Wohnhaus                                                     | Ostersbaum Holsteiner Straße 19      | |                | 13. November 1992  | 2536            |
| weitere Bilder                     | Wohnhaus                                                     | Ostersbaum Holsteiner Straße 21      | | 1906           | 28. Mai 1993       | 2970            |
| weitere Bilder                     | Wohnhaus                                                     | Ostersbaum Holsteiner Straße 25      | | 1904           | 13. Oktober 1987   | 1146            |
| weitere Bilder                     | Wohnhaus                                                     | Ostersbaum Holsteiner Straße 26      | | 1904           | 28. Mai 1993       | 2967            |
| Wohnhaus                           | Wohnhaus                                                     | Ostersbaum Holsteiner Straße 27      | | 1902           | 1. Februar 1991    | 1864            |
| weitere Bilder                     | Wohn- und Geschäftshaus                                      | Ostersbaum Holsteiner Straße 28      | |                | 20. Juli 1984      | 60              |
| weitere Bilder                     | Wohn- und Geschäftshaus                                      | Ostersbaum Holsteiner Straße 29      | | 1900           | 11. November 1987  | 1191            |
| weitere Bilder                     | Wohnhaus                                                     | Ostersbaum Holsteiner Straße 30      | |                | 20. Juli 1984      | 61              |
| Wohn- und Geschäftshaus            | Wohn- und Geschäftshaus                                      | Ostersbaum Holsteiner Straße 31      | | 1903           | 11. August 1993    | 3052            |
| weitere Bilder                     | Wohnhaus                                                     | Ostersbaum Holsteiner Straße 33      | | 1900           | 7. August 1991     | 1920            |
| Wohnhaus                           | Wohnhaus                                                     | Ostersbaum Holsteiner Straße 34      | | 1903           | 12. September 1989 | 1645            |
| weitere Bilder                     | Wohnhaus                                                     | Ostersbaum Holsteiner Straße 35      | |                | 6. August 1991     | 1919            |
| weitere Bilder                     | Wohnhaus                                                     | Ostersbaum Holsteiner Straße 36      | |                | 12. Juni 1990      | 1774            |
| weitere Bilder                     | Wohnhaus                                                     | Ostersbaum Holsteiner Straße 37      | |                | 13. November 1992  | 2535            |
| weitere Bilder                     | Wohnhaus                                                     | Ostersbaum Holsteiner Straße 38      | |                | 1. September 1993  | 3074            |
| weitere Bilder                     | Wohnhaus                                                     | Ostersbaum Holsteiner Straße 39      | | 1900           | 12. November 1987  | 1192            |
| Wohnhaus                           | Wohnhaus                                                     | Ostersbaum Holsteiner Straße 40      | |                | 1. September 1993  | 3080            |
| weitere Bilder                     | Wohnhaus                                                     | Ostersbaum Kieler Straße 2           | Im Erdgeschoss befanden sich ursprünglich ein Ladengeschäft | 1898           | 4. Dezember 1991   | 1952            |
| Wohnhaus                           | Wohnhaus                                                     | Ostersbaum Kieler Straße 6           | | 1898           | 4. Dezember 1991   | 1948            |
| Wohnhaus                           | Wohnhaus                                                     | Ostersbaum Kieler Straße 12          | | 1899           | 4. Dezember 1991   | 1950            |
| weitere Bilder                     | Wohn- und Geschäftshaus                                      | Ostersbaum Kieler Straße 16          | Ein Ladengeschäft wurde später eingefügt | 1897           | 4. Dezember 1991   | 1949            |
| weitere Bilder                     | Wohn- und Geschäftshaus                                      | Ostersbaum Kieler Straße 18          | |                | 13. März 1991      | 1881            |
| weitere Bilder                     | Brücke (Rheinische Bahnstrecke)                              | Ostersbaum Lantert                   | Bestandteil der Rheinischen Bahnstrecke, in Bearbeitung |                |                    | 0               |
| weitere Bilder                     | Treppe (Treppe Am Wunderbau)                                 | Ostersbaum Hofkamp                   | in Bearbeitung, Denkmaleigenschaft festgestellt am 26. Juni 1996. Amtlich Treppe Am Wunderbau, umgangssprachlich Elisentreppe, da ihre Verlängerung zur Elisenstraße hinaufführt. |                |                    | 0               |
| weitere Bilder                     | Wohn- und Geschäftshaus                                      | Ostersbaum Lothringer Straße 37      | |                | 3. November 1986   | 902             |
| weitere Bilder                     | Wohnhaus                                                     | Ostersbaum Lothringer Straße 39      | | 1900           | 11. August 1993    | 3053            |
| weitere Bilder                     | Wohn- und Geschäftshaus                                      | Ostersbaum Lothringer Straße 43      | | 1898           | 24. Juni 1988      | 1391            |
| weitere Bilder                     | Wohnhaus                                                     | Ostersbaum Lothringer Straße 45      | | 1897           | 11. August 1993    | 3051            |
| weitere Bilder                     | Wohn- und Geschäftshaus                                      | Ostersbaum Lothringer Straße 47      | |                | 18. August 1993    | 3060            |
| weitere Bilder                     | Wohn- und Geschäftshaus                                      | Ostersbaum Lothringer Straße 49      | | 1896           | 18. August 1993    | 3061            |
| Wohnhaus                           | Wohnhaus                                                     | Ostersbaum Opphofer Straße 3         | |                | 13. Dezember 1995  | 3822            |
| weitere Bilder                     | Wohnhaus                                                     | Ostersbaum Opphofer Straße 5         | | 1901           | 21. Dezember 1989  | 1672            |
| Wohn- und Geschäftshaus            | Wohn- und Geschäftshaus                                      | Ostersbaum Opphofer Straße 7         | |                | 7. März 1986       | 733             |
| Wohnhaus                           | Wohnhaus                                                     | Ostersbaum Opphofer Straße 9         | | 1902           | 22. Februar 1996   | 3860            |
| Wohn- und Geschäftshaus            | Wohn- und Geschäftshaus                                      | Ostersbaum Opphofer Straße 23        | |                | 8. November 1988   | 1498            |
| Wohn- und Geschäftshaus            | Wohn- und Geschäftshaus                                      | Ostersbaum Opphofer Straße 25        | |                | 8. November 1988   | 1499            |
| weitere Bilder                     | Wohn- und Geschäftshaus                                      | Ostersbaum Opphofer Straße 26        | | 1903           | 21. Dezember 1995  | 3832            |
| weitere Bilder                     | Schulgebäude (Städtische Grundschule)                        | Ostersbaum Opphofer Straße 47        | ehemals Kieler Straße 3 | 1902           | 14. Mai 1993       | 2953            |
| weitere Bilder                     | Kirche (Evangelisch-lutherische Thomaskirche)                | Ostersbaum Opphofer Straße 60        | | 1909/10        | 23. April 1997     | 4050            |
| weitere Bilder                     | Treppenanlage mit Pavillon                                   | Ostersbaum Paradestraße              | | 1918/1930      | 24. Februar 1997   | 4043            |
| Wohn- und Geschäftshaus            | Wohn- und Geschäftshaus                                      | Ostersbaum Paradestraße 32           | | 1903           | 9. April 2001      | 4175            |
| weitere Bilder                     | Brunnen (Gerechtigkeitsbrunnen)                              | Ostersbaum Platz der Republik        | |                | 23. Januar 1989    | 1522            |
| weitere Bilder                     | Gemeindehaus                                                 | Ostersbaum Platz der Republik 24     | eine D-Nummer mit dem Pfarrhaus Platz der Republik 26 | 1912           | 20. Dezember 1988  | 1508            |
| weitere Bilder                     | Pfarrhaus und Wohnhaus                                       | Ostersbaum Platz der Republik 26     | eine D-Nummer mit dem Evangelischen Gemeindehaus Platz der Republik 24 | 1912           | 20. Dezember 1988  | 1508            |
| weitere Bilder                     | Wohn- und Geschäftshaus                                      | Ostersbaum Schleswiger Straße 11     | | 1900–1905      | 30. Dezember 1994  | 3639            |
| weitere Bilder                     | Schulgebäude (Städtische Realschule)                         | Ostersbaum Schleswiger Straße 12     | eine bauliche Einheit mit Schleswiger Straße 14 | 1893–1895      | 15. Februar 1991   | 1867            |
| weitere Bilder                     | Schulgebäude (Städtische Realschule)                         | Ostersbaum Schleswiger Straße 14     | eine bauliche Einheit mit Schleswiger Straße 12 | 1893–1893      | 15. Februar 1991   | 1867            |
| Wohn- und Geschäftshaus            | Wohn- und Geschäftshaus                                      | Ostersbaum Schleswiger Straße 15     | eine bauliche Einheit mit Schleswiger Straße 15a | 1896           | 8. November 1995   | 3781            |
| Wohn- und Geschäftshaus            | Wohn- und Geschäftshaus                                      | Ostersbaum Schleswiger Straße 15 a   | eine bauliche Einheit mit Schleswiger Straße 15 | 1896           | 8. November 1995   | 3781            |
| weitere Bilder                     | Wohnhaus                                                     | Ostersbaum Schleswiger Straße 20     | | 1905           | 11. November 1994  | 3564            |
| Wohnhaus                           | Wohnhaus                                                     | Ostersbaum Schleswiger Straße 23     | |                | 28. November 1995  | 3806            |
| Wohnhaus                           | Wohnhaus                                                     | Ostersbaum Schleswiger Straße 27     | | 1904           | 3. November 1995   | 3774            |
| Wohn- und Geschäftshaus            | Wohn- und Geschäftshaus                                      | Ostersbaum Schleswiger Straße 29     | | 1904           | 3. November 1995   | 3775            |
| Wohnhaus                           | Wohnhaus                                                     | Ostersbaum Schleswiger Straße 31     | | 1900           | 3. November 1995   | 3779            |
| weitere Bilder                     | Wohnhaus                                                     | Ostersbaum Schleswiger Straße 38     | |                | 14. Dezember 1987  | 1059            |
| weitere Bilder                     | Wohnhaus                                                     | Ostersbaum Schleswiger Straße 39     | | 1904           | 3. November 1995   | 3777            |
| weitere Bilder                     | Wohnhaus                                                     | Ostersbaum Schleswiger Straße 40     | |                | 7. Juni 1988       | 1378            |
| weitere Bilder                     | Wohnhaus                                                     | Ostersbaum Schleswiger Straße 41     | | 1904           | 3. November 1995   | 3776            |
| weitere Bilder                     | Wohnhaus                                                     | Ostersbaum Schleswiger Straße 42     | | 1904           | 15. März 1989      | 1547            |
| weitere Bilder                     | Wohnhaus                                                     | Ostersbaum Schleswiger Straße 43     | | 1904           | 3. November 1995   | 3773            |
| weitere Bilder                     | Wohn- und Geschäftshaus                                      | Ostersbaum Schleswiger Straße 47     | |                | 11. Januar 1985    | 245             |
| weitere Bilder                     | Wohnhaus                                                     | Ostersbaum Schleswiger Straße 48     | |                | 23. Januar 1989    | 1519            |
| weitere Bilder                     | Wohnhaus                                                     | Ostersbaum Schleswiger Straße 49     | | 1902           | 3. November 1995   | 3778            |
| Wohnhaus                           | Wohnhaus                                                     | Ostersbaum Schleswiger Straße 50     | | 1895–1897      | 8. November 1995   | 3780            |
| weitere Bilder                     | Wohn- und Geschäftshaus                                      | Ostersbaum Schleswiger Straße 51     | | 1901           | 16. November 1995  | 3794            |
| Wohn- und Geschäftshaus            | Wohn- und Geschäftshaus                                      | Ostersbaum Schleswiger Straße 52     | Heute nur noch Wohnhaus | 1896           | 28. November 1995  | 3807            |
| weitere Bilder                     | Wohnhaus                                                     | Ostersbaum Schleswiger Straße 53     | | 1901           | 16. November 1995  | 3789            |
| Wohnhaus                           | Wohnhaus                                                     | Ostersbaum Schleswiger Straße 55     | | 1901           | 16. November 1995  | 3790            |
| weitere Bilder                     | Wohnhaus                                                     | Ostersbaum Schleswiger Straße 56     | | 1898           | 19. Januar 1990    | 1686            |
| weitere Bilder                     | Wohn- und Geschäftshaus                                      | Ostersbaum Schleswiger Straße 57     | Jetzt nur noch Wohnhaus | 1900           | 13. Dezember 1995  | 3826            |
| Wohnhaus                           | Wohnhaus                                                     | Ostersbaum Schleswiger Straße 58     | |                | 29. März 1985      | 385             |
| weitere Bilder                     | Wohnhaus                                                     | Ostersbaum Schleswiger Straße 59     | |                | 26. Oktober 1987   | 1163            |
| Wohnhaus                           | Wohnhaus                                                     | Ostersbaum Schleswiger Straße 60     | | 1896/97        | 19. Januar 1990    | 1685            |
| weitere Bilder                     | Wohnhaus                                                     | Ostersbaum Schleswiger Straße 61     | | 1900           | 20. September 1989 | 1649            |
| Wohnhaus                           | Wohnhaus                                                     | Ostersbaum Schleswiger Straße 62     | |                | 26. November 1987  | 1202            |
| weitere Bilder                     | Wohnhaus                                                     | Ostersbaum Schleswiger Straße 63     | |                | 3. November 1987   | 1180            |
| weitere Bilder                     | Wohnhaus                                                     | Ostersbaum Schleswiger Straße 64     | |                | 10. Februar 1987   | 967             |
| weitere Bilder                     | Wohnhaus                                                     | Ostersbaum Schleswiger Straße 65     | | 1903           | 20. November 1995  | 3802            |
| Wohn- und Geschäftshaus            | Wohn- und Geschäftshaus                                      | Ostersbaum Schleswiger Straße 66     | jetzt nur noch Wohnhaus | 1899           | 20. November 1995  | 3803            |
| weitere Bilder                     | Wohnhaus                                                     | Ostersbaum Schleswiger Straße 67     | |                | 17. November 1987  | 1197            |
| weitere Bilder                     | Wohnhaus                                                     | Ostersbaum Schleswiger Straße 68     | | 1901           | 23. April 1997     | 4049            |
| weitere Bilder                     | Wohn- und Geschäftshaus                                      | Ostersbaum Schleswiger Straße 69     | |                | 24. März 2000      | 4134            |
| Wohn- und Geschäftshaus            | Wohn- und Geschäftshaus                                      | Ostersbaum Schleswiger Straße 72     | jetzt nur noch Wohnhaus |                | 13. Dezember 1995  | 3825            |
| Wohnhaus                           | Wohnhaus                                                     | Ostersbaum Schleswiger Straße 74     | |                | 5. Dezember 1985   | 657             |
| Wohnhaus                           | Wohnhaus                                                     | Ostersbaum Schleswiger Straße 75     | | 1898/99        | 20. November 1995  | 3804            |
| weitere Bilder                     | Brücke (Viadukt Uellendahler Straße. Rheinische Bahnstrecke) | Ostersbaum Uellendahler Straße       | Bestandteil der Rheinischen Bahnstrecke | 1878           | 29. Juli 1991      | 1913            |
| weitere Bilder                     | Wohn- und Geschäftshaus                                      | Ostersbaum Uellendahler Straße 4     | | 1898           | 20. Dezember 1985  | 681             |
| weitere Bilder                     | Wohn- und Geschäftshaus                                      | Ostersbaum Uellendahler Straße 6     | |                | 9. Januar 1986     | 682             |
| weitere Bilder                     | Wohnhaus                                                     | Ostersbaum Uellendahler Straße 10    | | 1910           | 15. Oktober 1992   | 2501            |
| weitere Bilder                     | Wohnhaus                                                     | Ostersbaum Uellendahler Straße 12    | | 1907           | 11. Juli 1990      | 1790            |
| Wohn- und Geschäftshaus            | Wohn- und Geschäftshaus                                      | Ostersbaum Uellendahler Straße 20    | | 1883–1885/1900 | 1. Oktober 1992    | 2475            |
| weitere Bilder                     | Wohnhaus                                                     | Ostersbaum Uellendahler Straße 22    | |                | 14. April 1989     | 1567            |
| Wohnhaus                           | Wohnhaus                                                     | Ostersbaum Uellendahler Straße 24    | |                | 14. April 1989     | 1568            |
| weitere Bilder                     | Wohnhaus                                                     | Ostersbaum Uellendahler Straße 26    | | 1891–1895      | 23. April 1992     | 2179            |
| weitere Bilder                     | Wohn- und Geschäftshaus                                      | Ostersbaum Uellendahler Straße 38    | | 1881           | 14. Februar 1994   | 3279            |
| weitere Bilder                     | Wohn- und Geschäftshaus                                      | Ostersbaum Uellendahler Straße 44    | | 1880–1886      | 22. November 1993  | 3208            |
| weitere Bilder                     | Fabrikgebäude (Ehemalige Bandweberei: A. u. Gebr. Frowein)   | Ostersbaum Uellendahler Straße 70    | eine bauliche Einheit mit Uellendahler Straße 72 | 1899           | 26. Juni 1986      | 797             |
| weitere Bilder                     | Fabrikgebäude (Ehemalige Bandweberei)                        | Ostersbaum Uellendahler Straße 72    | eine bauliche Einheit mit Uellendahler Straße 70 | 1899           | 26. Juni 1986      | 797             |
| weitere Bilder                     | Friedhof (Alter jüdischer Friedhof Weißenburgstraße)         | Ostersbaum Weißenburgstraße 19       | | 1810           | 29. Januar 2009    | 4197            |
| weitere Bilder                     | Wohnhaus                                                     | Ostersbaum Weißenburgstraße 27       | | 1900           | 23. August 1994    | 3187            |
| weitere Bilder                     | Wohnhaus                                                     | Ostersbaum Weißenburgstraße 29       | | 1885–1896      | 28. Januar 1994    | 3275            |
| weitere Bilder                     | Wohnhaus                                                     | Ostersbaum Weißenburgstraße 31       | | 1885–1896      | 7. März 1994       | 3322            |
| weitere Bilder                     | Wohnhaus                                                     | Ostersbaum Weißenburgstraße 33       | | 1890           | 21. Juni 1994      | 3435            |
| weitere Bilder                     | Wohn- und Geschäftshaus                                      | Ostersbaum Weißenburgstraße 35       | | 1903           | 8. August 1994     | 3496            |
| weitere Bilder                     | Wohn- und Geschäftshaus                                      | Ostersbaum Weißenburgstraße 40       | Jetzt nur noch Wohnhaus | 1898           | 15. November 1993  | 3202            |
| weitere Bilder                     | Wohnhaus                                                     | Ostersbaum Weißenburgstraße 42       | | 1923           | 11. April 1994     | 3364            |
| Wohn- und Geschäftshaus            | Wohn- und Geschäftshaus                                      | Ostersbaum Weißenburgstraße 46       | | 1903           | 15. November 1993  | 3201            |
| weitere Bilder                     | Kirche (Katholische Kirche St. Marien)                       | Ostersbaum Wortmannstraße 1          | | 1884/86        | 15. April 1998     | 4090            |